# Piraterie
« Pirate » redirige ici. Pour les autres significations, voir Pirate (homonymie).
Ne doit pas être confondu avec Corsaire.

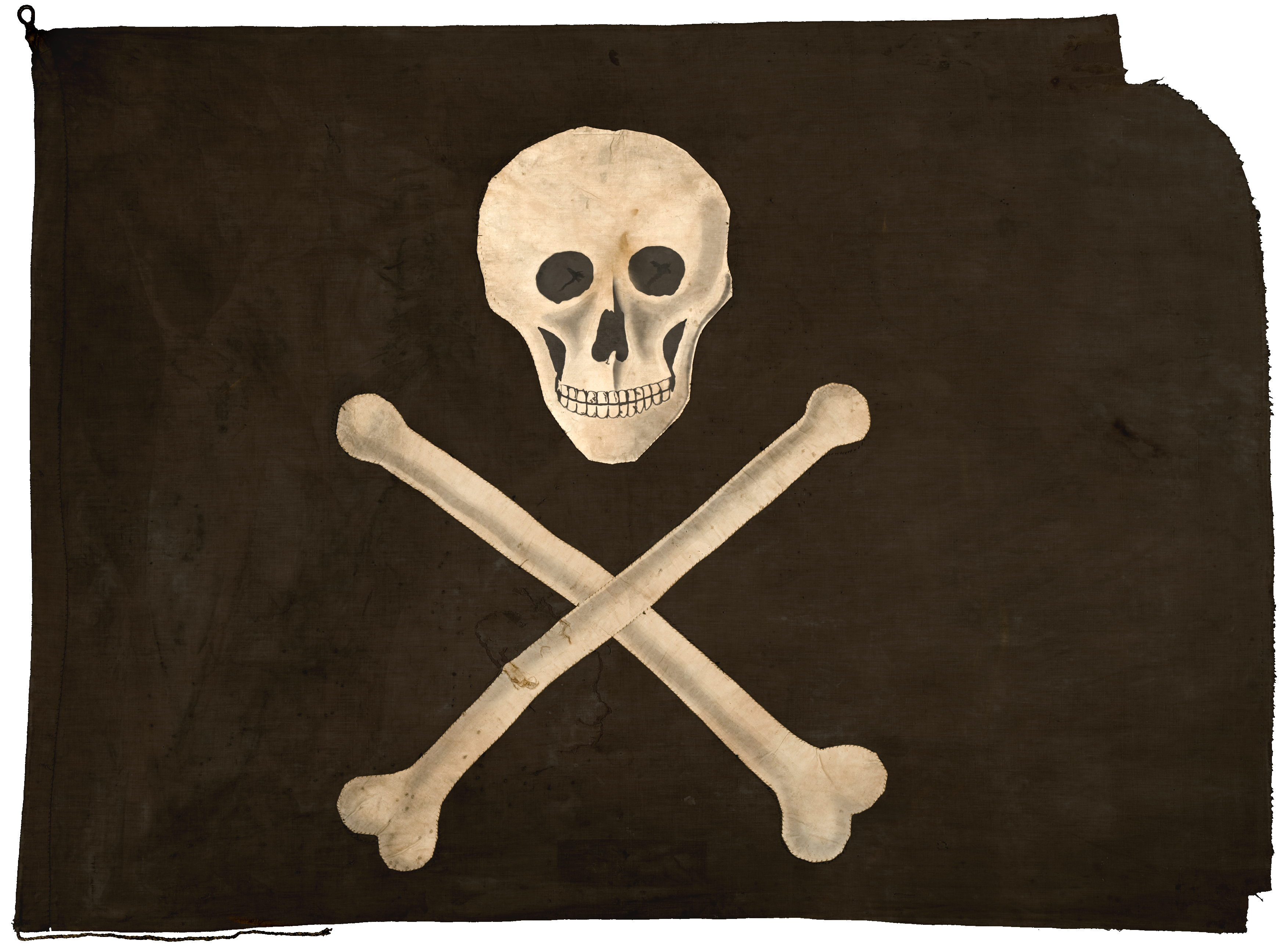
Exemple de pavillon pirate traditionnellement utilisé au par certains pirates comme Edward England ou Samuel Bellamy.

La piraterie ou forbannerie est une forme de banditisme pratiquée sur mer par des marins appelés pirates ou forbans, mais aussi sur terre et par extension, sur Internet. Les pirates ne se limitent pas aux pillages de navire, ils ravagent également les petites villes côtières et les arrière-pays parfois loin des côtes en remontant les cours d'eau, ce qui conduit l'historien Hubert Deschamps à définir la piraterie comme étant du brigandage maritime, tandis que le droit international contemporain les distingue en fonction du lieu où sont commis les faits : en haute mer dans le cas de la piraterie, et dans les espaces maritimes sous souveraineté étatique dans le cas du brigandage.

## Étymologie et définition
Le mot pirate vient du latin pirata, « celui qui tente la fortune, qui est entreprenant » — attesté depuis Cicéron —, qui s'est imposé devant le terme praedo maritimus. Pirata est un emprunt au grec πειρατής / peiratếs', « brigand, bandit qui court les mers pour attaquer les navires », mot avec spécialisation de sens dérivé du verbe πειράω / peiráō, « s'efforcer de, essayer de, tenter sa chance à l'aventure » qui est aussi à l'origine du nom « Pirée ». Cicéron déclare les pirates de l'Antiquité « ennemis communs à tous » (communis hostis omnium) car ils échappent aux catégories habituelles du droit. Au Moyen Âge, la signification du terme « pirate » se restreint pour désigner plus spécifiquement des bandits qui parcourent les mers pour piller des navires marchands.
Le forban (de fors et ban, « hors du ban », « hors de la loi ») est un synonyme de pirate.
Les pirates se distinguent des corsaires, qui sont des civils faisant la guerre sur mer avec l'autorisation de leur gouvernement (grâce aux lettres de marque), selon les lois de la guerre, avec un statut équivalent aux militaires mais sans être soumis à l'autorité d'un état-major et au contraire d'une façon indépendante. La confusion entre pirates et corsaires résulte de plusieurs faits : jusqu'à la fin du Moyen Âge, les termes de corsaire et pirate, synonymes, étaient employés indifféremment (pour les distinguer, il faut qu'un État souverain délivre une lettre de marque - or l’État souverain n'apparaît en Europe qu'au cours des XVIe et XVIIe siècles) ; les corsaires faisaient la guerre aux nations ennemies en s'attaquant à leur commerce mais, sans ressources en temps de paix, ils devenaient pirates (comme Francis Drake ou Jean Ango). Cette apparence ne doit pas faire oublier qu'ils respectaient en général les vies et les biens personnels ; seul le navire et le fret faisaient l'objet de la prise, une enquête établissait si la prise avait été légitime et le bien était rendu si tel n'avait pas été le cas. Notons toutefois qu'un corsaire autorisé par un État particulier était qualifié de pirate par les États ennemis. Tout corsaire, donc, est un pirate du point de vue d'un État tiers. L'épisode de la prise du navire portugais Santa Catarina en 1603 par un corsaire hollandais, accusé de piraterie par les Portugais, illustre bien l'ambiguïté de la distinction entre corsaire et pirate - cet incident diplomatique est d'ailleurs à l'origine de la rédaction par le célèbre juriste Hugo Grotius du traité sur « La Liberté des Mers ». Anne Pérotin-Dumon résume bien la situation en écrivant que « savoir si quelqu'un ou non doit être qualifié de pirate est une question dont la réponse appartient à celui qui a le pouvoir ».
La piraterie a connu plusieurs périodes fastes, à la fin du Ier siècle av. J.-C. en Méditerranée, et au XVIIIe siècle dans les Antilles et l’océan Indien puis peu à peu disparu de ces régions, du fait du quadrillage des marines d'État. Le mot pirate est utilisé aussi dans différents contextes autres que maritime : le « pirate de la route », que l'on appelait autrefois « voleur de grand chemin », le « pirate informatique » , qui désigne un individu s'introduisant illégalement dans un système informatique. On parle parfois de « pirates » dans le cas de détournement d'avions : c'est le cas des pirates de l'air. Toutefois, il s'agit ici d'une déformation du sens de pirate car il s'agit d'actions terroristes, politiques et non de crimes de droit commun. Plus récemment, on évoque le cas des « biopirates », qui manipulent le vivant en dehors de tout cadre légal, souvent dans des laboratoires clandestins, afin de modifier certaines caractéristiques des espèces vivantes ou d'en créer de nouvelles.

### Droit international contemporain

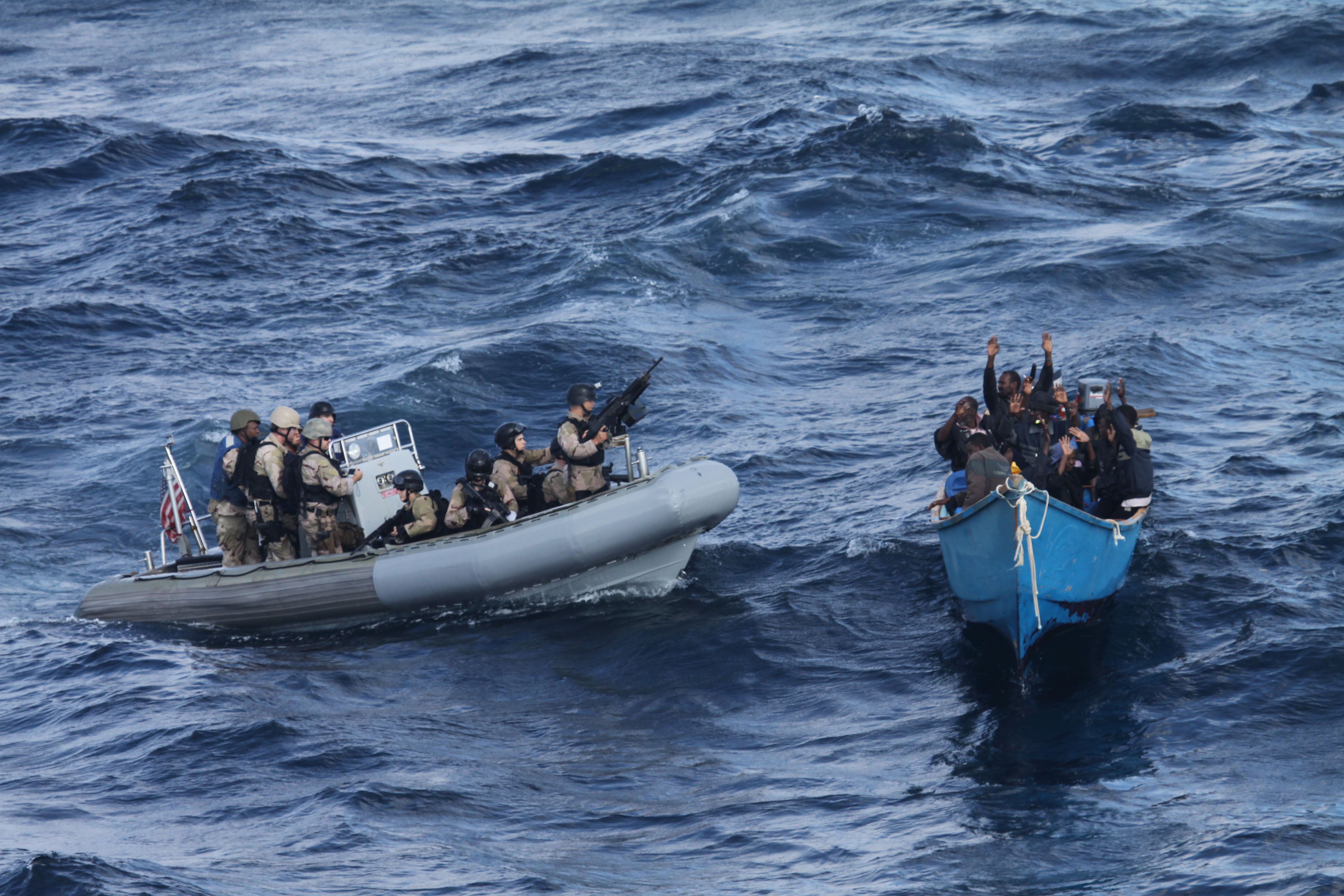
Dans le golfe d'Aden, contrôle d'un esquif par des militaires du Carrier Strike Group 3, un batiment ayant signalé avoir été attaqué, dans le cadre de la défense de la piraterie autour de la Corne de l'Afrique. Décembre 2011.

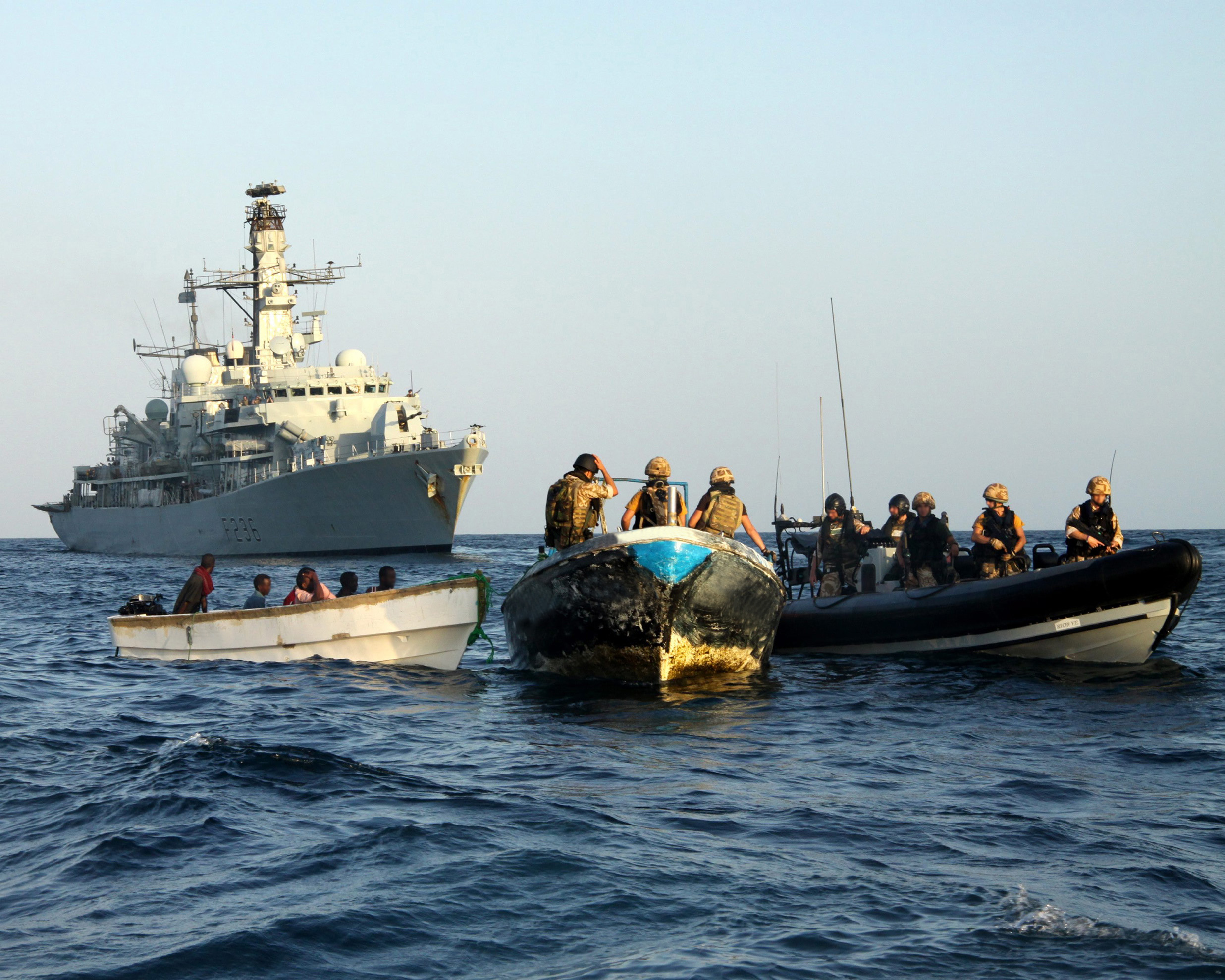
Des militaires de la Royal Navy interceptent des pirates lors d'une opération de lutte contre la piraterie dans le golfe d'Aden en 2010.

Alors que le Moyen Âge et l'époque moderne ont repris une formule de Cicéron selon laquelle le pirate est « l'ennemi commun à tous », la CMB (Convention des Nations unies sur le droit de la mer signée à Montego Bay le 10 décembre 1982, et entrée en vigueur en 1994) a donné une définition plus restrictive de la piraterie :

« On entend par piraterie l'un quelconque des actes suivants,
a) tout acte illicite de violence ou de détention ou toute déprédation commis par l'équipage ou des passagers d'un navire ou d'un aéronef privé, agissant à des fins privées, et dirigé,
  i) contre un autre navire ou aéronef, ou contre des personnes ou des biens à leur bord, en haute mer,
  ii) contre un navire ou aéronef, des personnes ou des biens, dans un lieu ne relevant de la juridiction d'aucun État,
b) tout acte de participation volontaire à l'utilisation d'un navire ou d'un aéronef, lorsque son auteur a connaissance de faits dont il découle que ce navire ou aéronef est un navire ou aéronef pirate,
c) tout acte ayant pour but d'inciter à commettre les actes définis aux lettres a) ou b), ou commis dans l'intention de les faciliter. »

Le pirate est donc, selon le droit international contemporain, un criminel de droit commun intervenant en haute mer à partir d'un bâtiment. Aux termes de la CMB, la piraterie « se caractérise non par ses actes mais par son lieu de commission » ; elle se distingue du brigandage de mer, qui « concerne les actes de vol à main armée commis dans des espaces maritimes sous souveraineté étatique ».

## Histoire

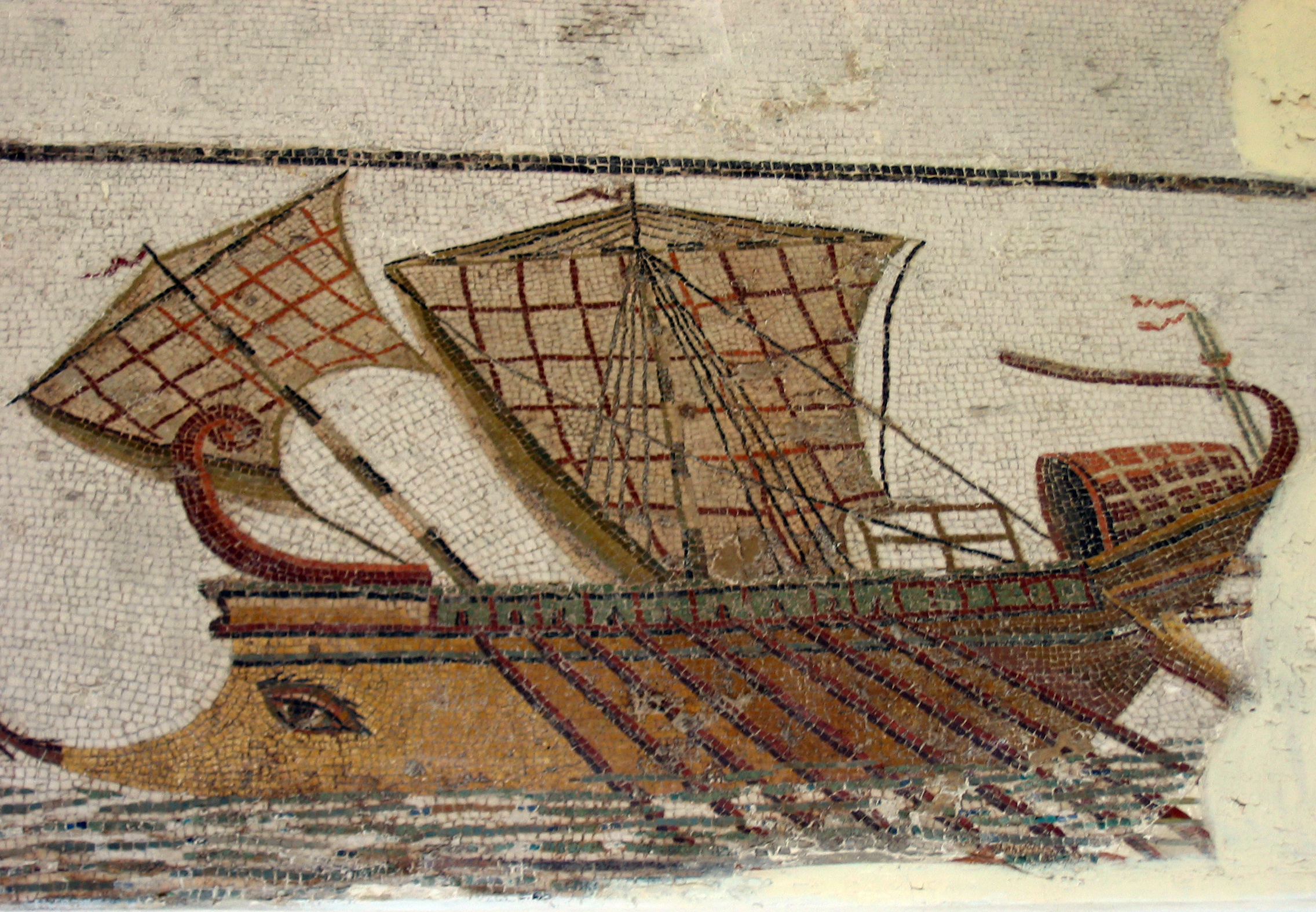
Mosaïque représentant une trière romaine en Tunisie.

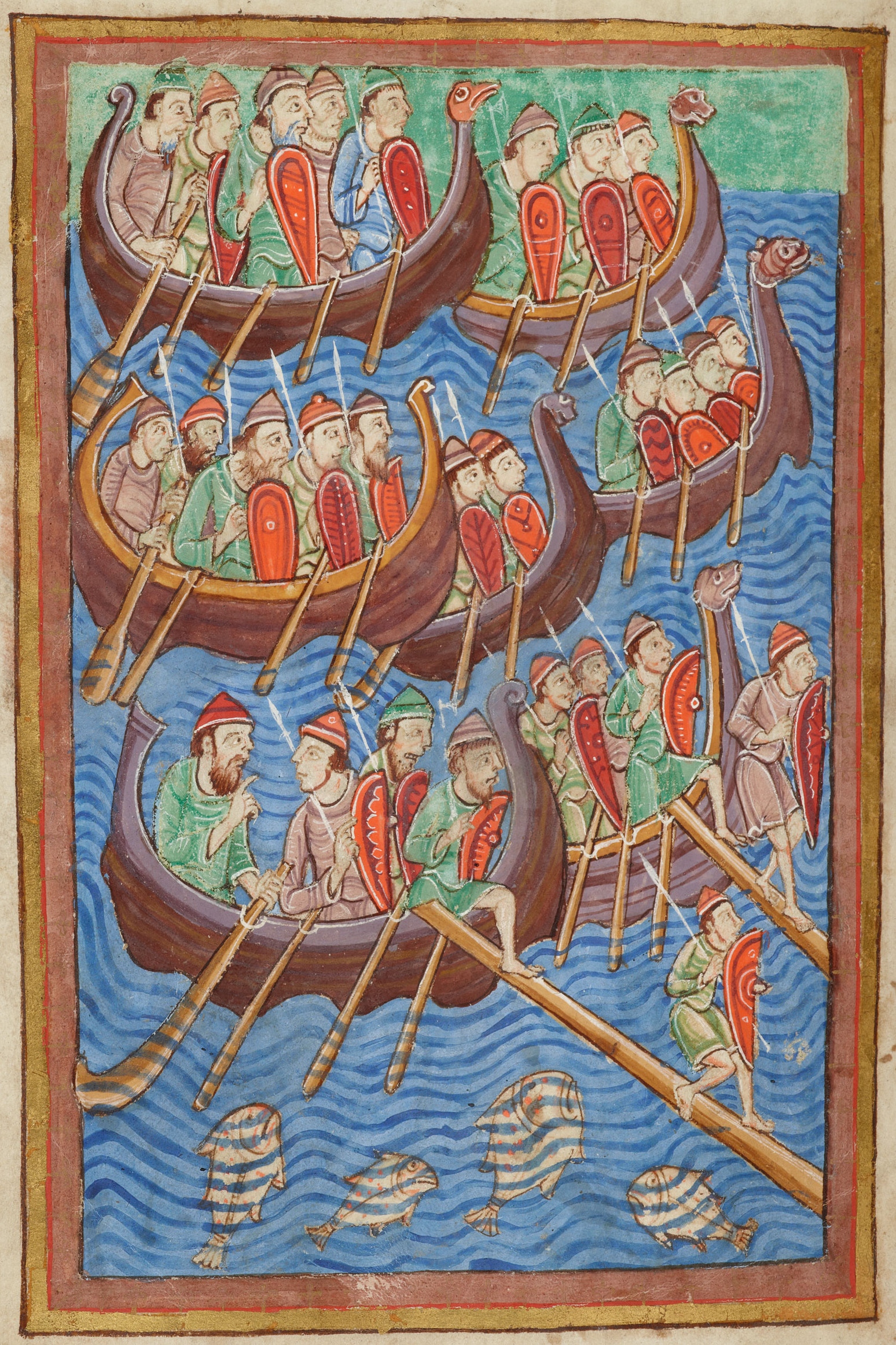
Une flotte de Vikings (peinture du).

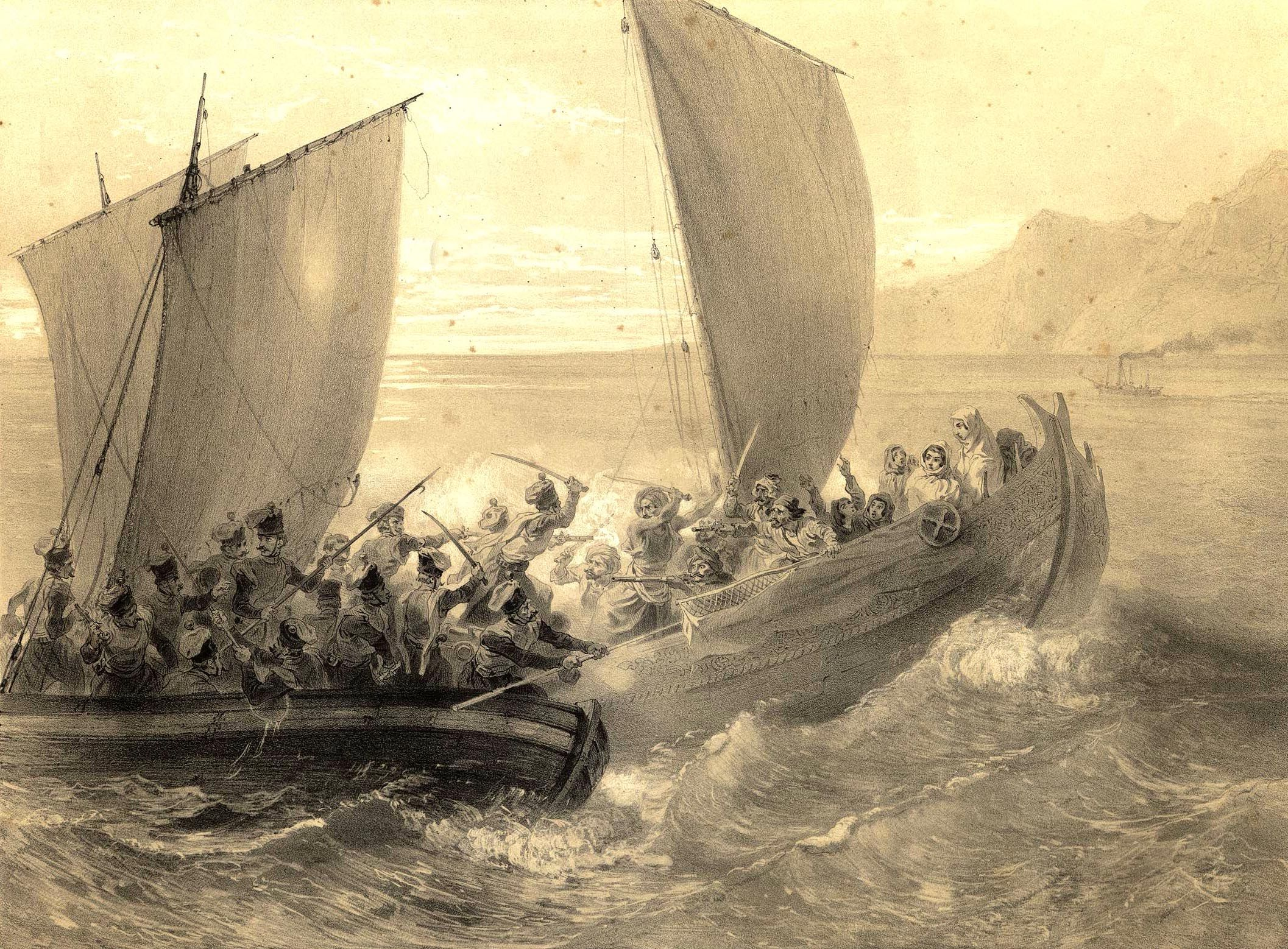
Cosaques d'Azof abordant un corsaire turc sur les côtes de la Mer Noire.

La piraterie existait déjà dans l'Antiquité. Toutes les civilisations anciennes ayant possédé une marine l'ont connue, les Phéniciens comme les Mycéniens, la mer étant considérée comme un espace libre où règne la « loi du plus fort ». Lorsque les États deviennent plus puissants, à la piraterie s'ajoute la guerre de course.
Jules César dut lui-même affronter la piraterie. Lors d'un voyage vers l'Orient entre les années 75 av. J.-C. et 74 av. J.-C., il fut capturé par ceux-ci, à hauteur de l'île de Pharmacuse, à proximité de la ville de Milet en Asie Mineure. Dès sa libération contre rançon, il entreprit de se venger. Après avoir réuni en toute hâte une flottille, il surprit et captura les pirates qu'il fit exécuter et, en partie, crucifier. Pompée se rendit célèbre en nettoyant la Méditerranée des pirates ciliciens.
Les Vikings furent des pirates mais aussi des explorateurs, qui dévastèrent l'Europe occidentale de la fin du VIIIe au début du XIe siècle.
Les Narentins sont des pirates slaves païens qui depuis leurs bases installées en actuelle Croatie, attaquèrent les navires marchands en mer Adriatique du IXe au XIe siècle avant d'être éliminés par les Vénitiens. En 928, les musulmans de Sicile recrutèrent ces pirates pour piller la Calabre, la Sardaigne et la Corse.
La piraterie connaît son âge d'or dans les années 1660, lorsque Français, Anglais et Néerlandais attaquent les navires pleins d'or de la couronne espagnole. À partir de 1690, de nouveaux groupes opèrent dans l'océan Indien. Les pirates sont alors encouragés par les Anglais car ils rapportent de l'argent aux Antilles anglaises et en Angleterre. Mais ce n'est plus le cas à partir de 1700, où le commerce se mondialise. Entre 1716 et 1726 apparaît un mouvement pirate spontané, de 1 800 à 2 400 individus. Il n'a pas de soutien de la part de classes dirigeantes. Britanniques et Français vont coopérer pour le réduire, et ils pendront les pirates par centaines.
Dans le domaine du droit international la piraterie est généralement considérée comme le plus ancien exemple d'utilisation du principe de juridiction universelle. Piller les navires en haute mer, bloquer les routes commerciales ou mettre en danger les communications maritimes était considéré par les États souverains comme étant hostis humani generis (ennemi de l'humanité). Puisque la piraterie, par définition, est pratiquée en dehors des juridictions nationales, les poursuites engagées par des États souverains contre des pirates constituent une situation juridique exceptionnelle. Cicéron expliquait déjà dans son traité De officiis que, en tant qu'« ennemi de tous » (communis hostis omnium), le pirate ne devait pas être considéré comme un ennemi légitime, envers lequel on est tenu de respecter certains devoirs : ainsi, d'après le philosophe romain, l'obligation de tenir parole et d'honorer ses serments ne s'appliquait pas au cas où l'on a affaire aux pirates.

### Piraterie aux Canaries

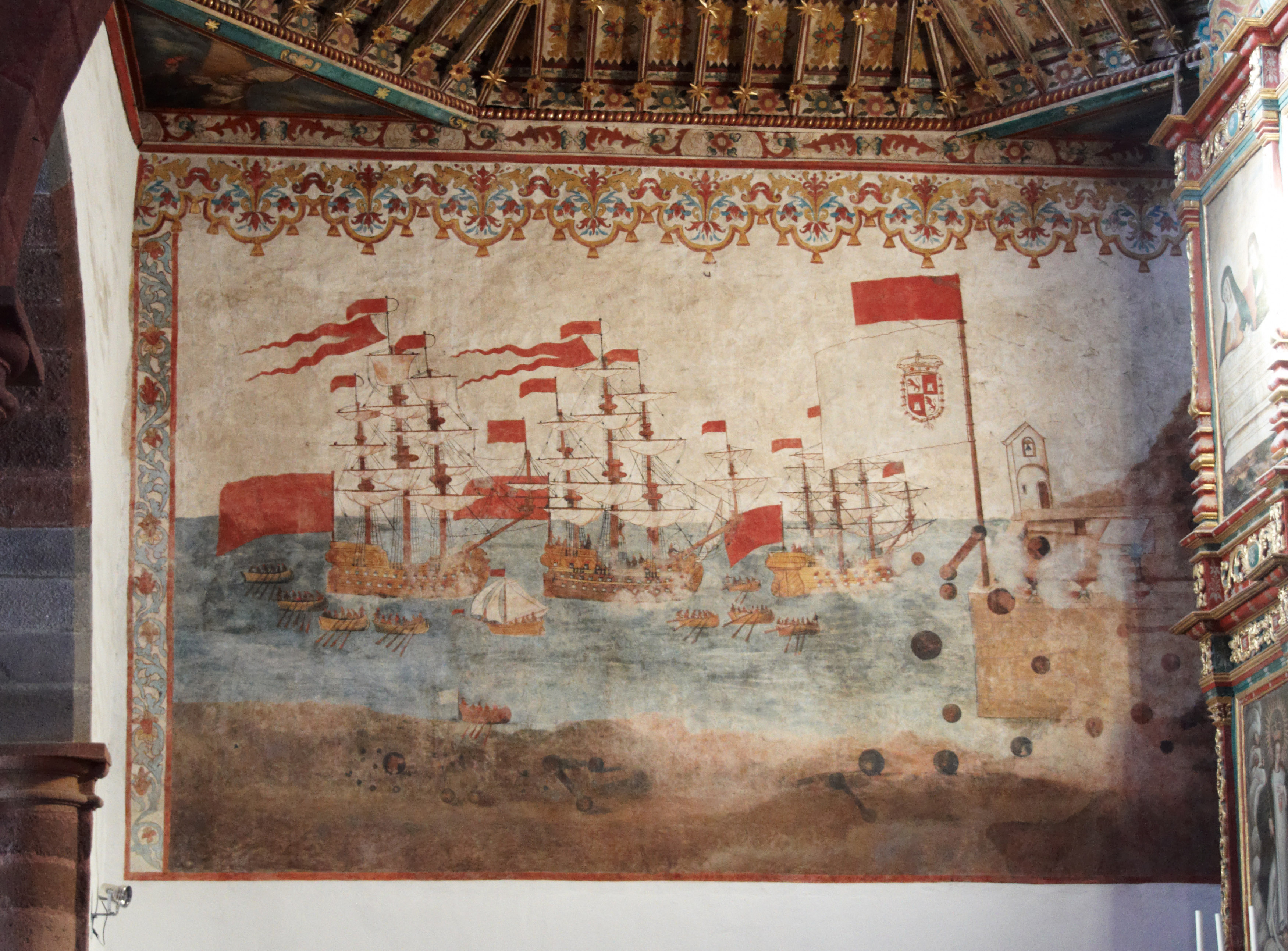
Fresque représentant l'attaque de Charles Windon à San Sebastián de La Gomera (1743).

En raison de la situation stratégique de cet archipel espagnol en tant que carrefour des routes maritimes et pont commercial entre l'Europe, l'Afrique et l'Amérique, c'était l'un des endroits sur la planète avec la plus grande présence de pirates.

Dans les îles Canaries, on distinguait : les attaques et le pillage continu des corsaires berbères, anglais, français et néerlandais; et d'autre part la présence de pirates et de corsaires de cet archipel, qui ont fait leurs incursions dans les Caraïbes. Des pirates et des corsaires tels que François Le Clerc, Jacques de Sores, Francis Drake, Pieter van der Does, Murat Rais et Horatio Nelson ont attaqué les îles. Parmi ceux qui sont nés dans l'archipel se distingue surtout Amaro Pargo, que le monarque Philippe V d'Espagne bénéficié fréquemment, et l'a autorisé à construire un navire à destination de Campeche, qui était armé comme un navire corsaire.

### Terminologie
Boucaniers : les pirates qui sévissaient dans la mer des Caraïbes étaient parfois appelés abusivement boucaniers. À l'origine soit aventuriers, soit déserteurs des différentes nations européennes, les boucaniers vivaient sans chef, et s'occupaient surtout du ravitaillement en viande fumée (« boucanées », d'où leur nom) des équipages de passage quels qu'ils soient. Ils élevaient des bœufs et chassaient les petits cochons sauvages. Ils se trouvaient dans le nord-ouest de Saint-Domingue et dans la baie de Campêche, mais ils avaient souvent leurs comptoirs à la Tortue. À l'occasion, il leur arrivait de se mêler à une expédition, mais ce n'était pas leur activité principale.
Flibustiers : le mot « flibustier » est dérivé du néerlandais vrijbuiter (« qui fait du butin librement »). Certaines sources citent comme origine le mot flibot (sorte de petit bateau), d’autres préfèrent free booter, « libre pillard ». Le mot apparaît lorsque les Hollandais révoltés contre la domination espagnole avaient armé des navires corsaires pour lutter contre l'Espagne. Mais les Pays-Bas n'existant pas en tant qu'État indépendant reconnu avant 1648, leur statut de corsaire n'était pas reconnu. Les Espagnols les considéraient comme pirates pendant que les alliés des Hollandais les voyaient comme des corsaires. Toute une population va naître à mi-chemin entre piraterie, aventure, guerre de course. Le flibustier est un aventurier qui peut se louer en tant que corsaire au plus offrant en temps de guerre, qui peut naviguer comme marin de commerce comme s'adonner à la piraterie.
Corsaire : une personne prend le titre de corsaire, lorsqu'elle est autorisée par une lettre de marque (également appelée « lettre de commission » ou « lettre de course ») à attaquer en temps de guerre, tout navire battant pavillon d'États ennemis. Il s'agit le plus souvent de l'armateur, du capitaine ou d'un membre de l'équipage d'un navire civil armé. Les corsaires français étaient notamment sollicités contre les navires de la flotte anglaise. Les corsaires visent plus particulièrement le trafic marchand, laissant à la flotte de guerre le soin de s'attaquer aux objectifs militaires. Les corsaires ne doivent donc pas être confondus avec les pirates puisqu'ils exercent leur activité selon les lois de la guerre, uniquement en temps de guerre et avec l'autorisation de leur gouvernement. Capturés, ils ont droit au statut de prisonnier de guerre.

### Mode de vie et coutumes
Contrairement à l'image répandue par les fictions cinématographiques, du fait même de leur mode de vie, peu de pirates mangeaient à leur faim ou devenaient riches, la plupart mouraient jeunes au combat, lors de luttes intestines ou pendus. Les pirates élisaient leurs dirigeants : le capitaine (pour son savoir-faire, son audace, son autorité lors des batailles) et le quartier-maître (pour exercer un contre-pouvoir et faire régner l'ordre). En assemblée, chaque homme avait le droit à la parole et chaque membre de l'équipage, hormis les mousses et les marins pas encore totalement intégrés, avait une voix dans le vote tout comme le capitaine : c'était une forme de démocratie. Dans certains équipages pirates, il y avait un conseil : une assemblée où uniquement les officiers et artisans pouvaient siéger avec quelques marins expérimentés.
Le quartier-maître élu pouvait aussi faire entamer un procès contre le capitaine. Si le capitaine refusait le procès, il était reconnu coupable et était maronné sur une île le plus souvent. De nombreux groupes de pirates partageaient les butins obtenus en suivant un schéma préalable. Les pirates blessés au cours d'une bataille recevaient parfois une prime spéciale. Le butin pouvait être partagé de manière que le capitaine reçoive tout au plus 1,5 fois ou 2 fois plus que les autres, mais jamais plus. Cependant, ces pratiques égalitaires ne se limitaient qu'à très peu des aspects de la vie des pirates, et n'atténuaient pas réellement la rudesse de leurs mœurs.
La torture chez les pirates est relatée par plusieurs auteurs comme Alexandre-Olivier Exquemelin dans Histoire d'avanturiers (1678) ou le capitaine Charles Johnson dans l'Histoire générale des plus fameux pirates (1724).
La pratique de la piraterie a été essentiellement masculine mais il a existé des femmes pirates. Des noms célèbres tels que Mary Read et Anne Bonny sont connus pour avoir navigué avec le pirate Jack Rackham. A contrario de nombreuses femmes, leurs présences sur le navire était de notoriété publique.

### Imagerie

Le traditionnel pavillon de pirates.

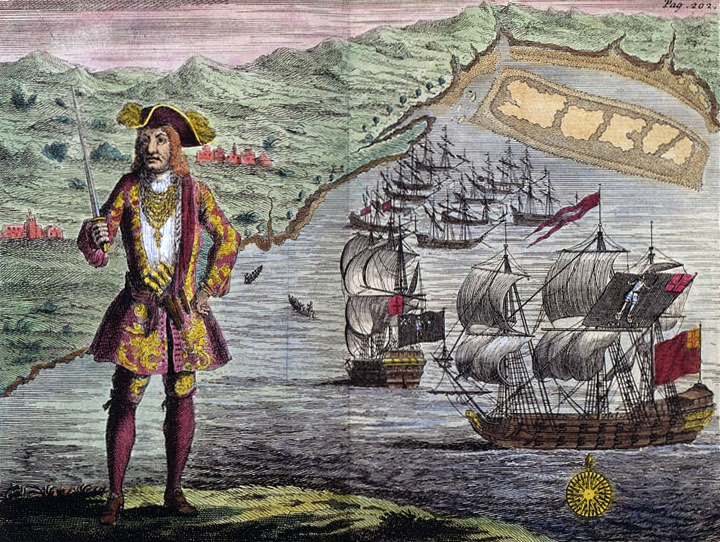
Le pirate Bartholomew Roberts a les valeurs et la tenue d'un officier de la Royal Navy, ce qui remet en cause l'iconographie caricaturale du pirate.

C'est la littérature romantique du XIXe siècle (notamment L'Île au trésor de Robert Louis Stevenson en 1883) qui met en place l'image stéréotypée du pirate : homme rusé, plutôt patibulaire, qui boit du rhum et manie le sabre marin ; assoiffé d'or, il recherche un trésor caché sur une île déserte sous le soleil des Caraïbes ou des mers du Sud ; vêtu d'une chemise bouffante, d'un pantalon ample et d'un foulard, il arbore un grand anneau d'or à l'oreille gauche, un perroquet impertinent sur l'épaule qui répète les jurons de son maître, et porte les stigmates des combats (gueule balafrée, jambe de bois qui bat lugubrement sur le pont, œil borgne caché par un bandeau noir, crochet en guise de main). La piraterie comporte de nombreux risques, « d'où cette constance de la marque sur le corps du pirate : cicatrices, amputations, énucléations agissent comme des signatures indélébile de la pratique. Cette marque est aussi celle de la prothèse, qui vient machiner le corps du pirate : crochet, jambe de bois, bandeau, ce à quoi on peut aussi ajouter l'excroissance animale du corps que constitue le perroquet ».

Pirates et stéréotypes
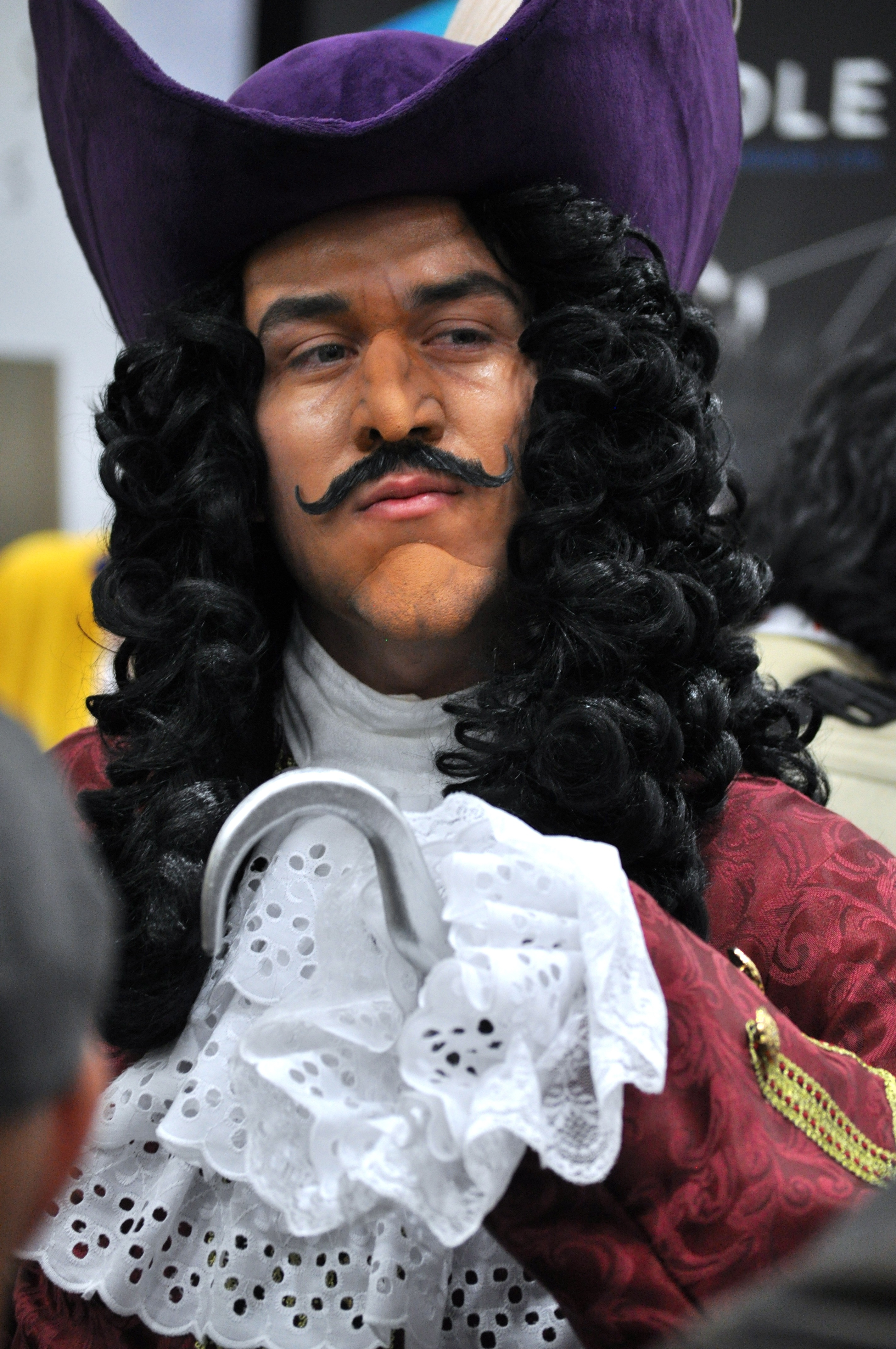
James Hook arborant son crochet.
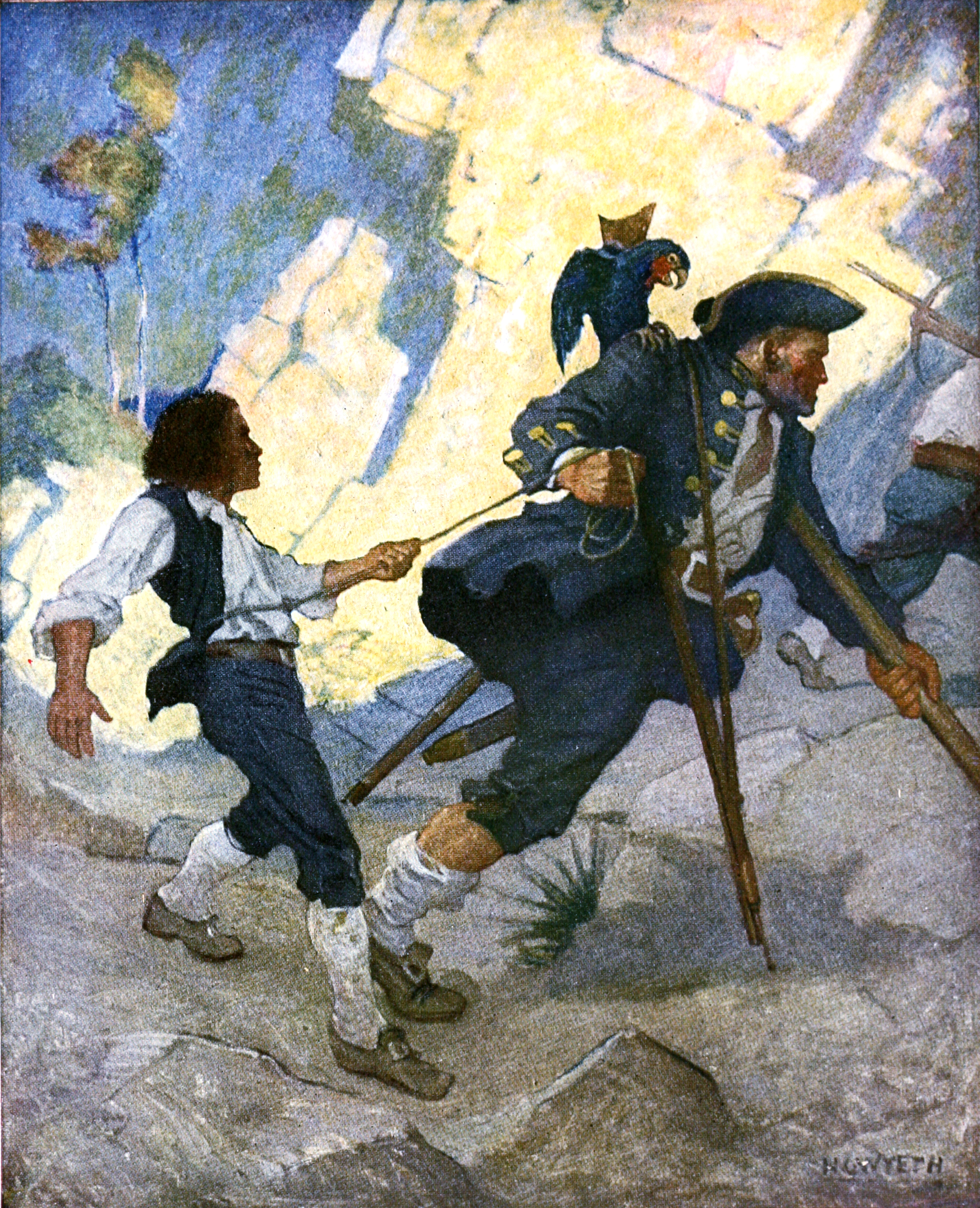
Le portrait de Long John Silver (jambe de bois, béquille, tricorne et perroquet) a influencé la vision moderne du pirate[35].
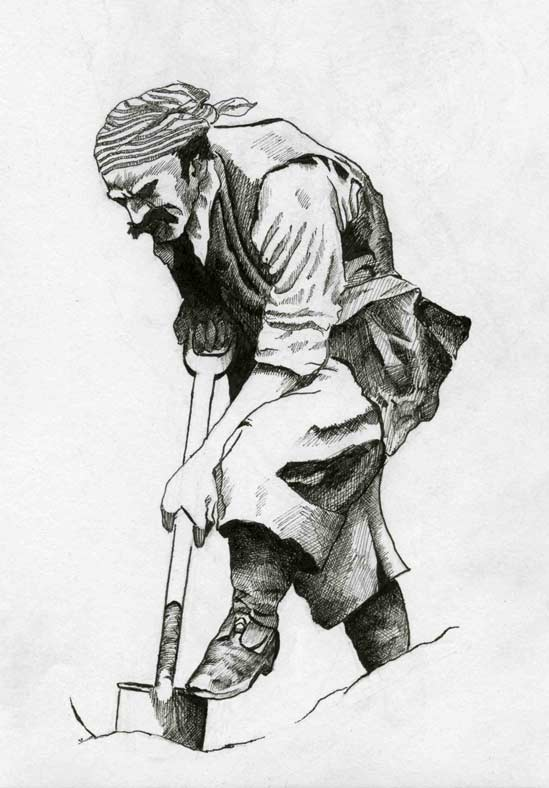
Stéréotype : le pirate creusant, à la recherche d'un trésor (Howard Pyle, Harper's Magazine. 1894).
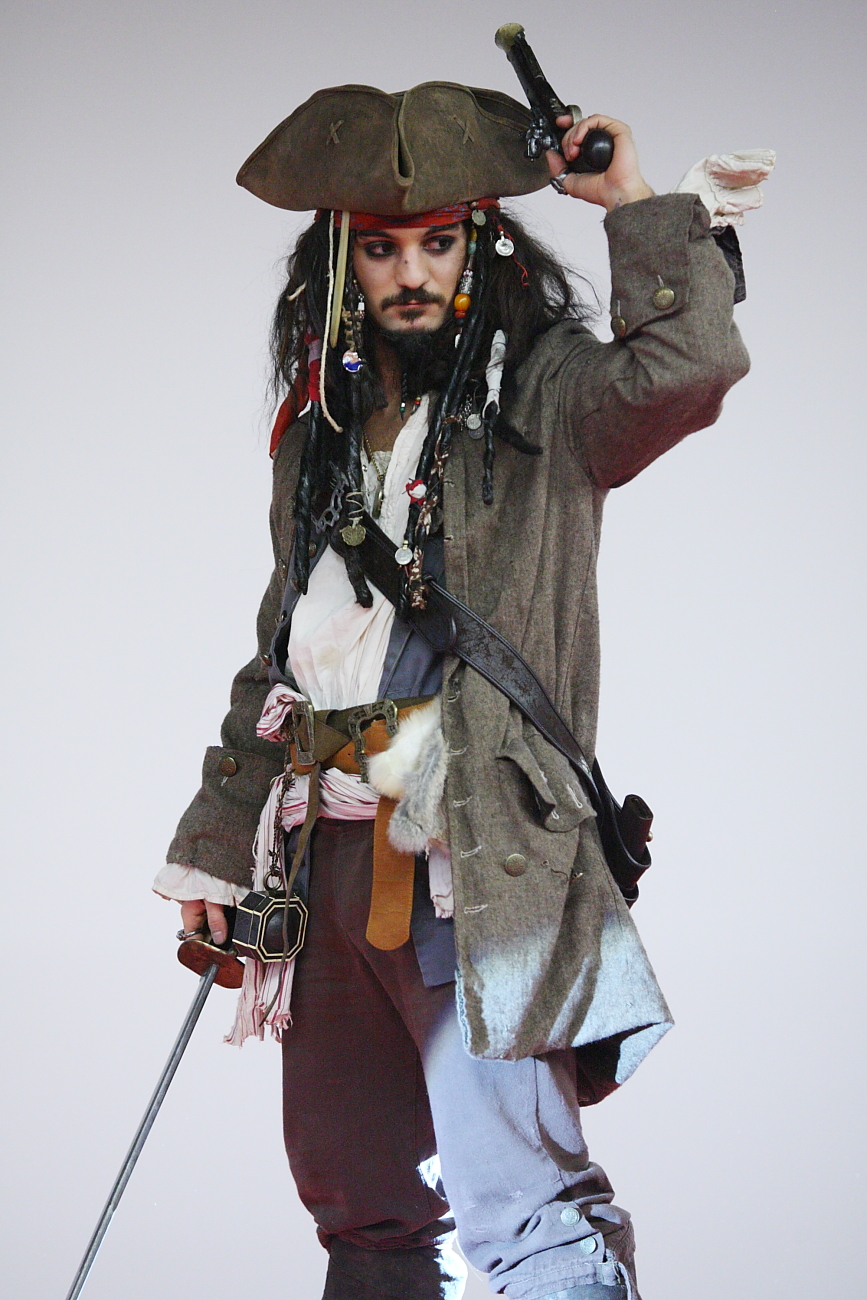
Les cosplays de Jack Sparrow prennent appui sur certains faits historiques[36] mais sont aussi un condensé de la plupart des clichés du pirate[37].
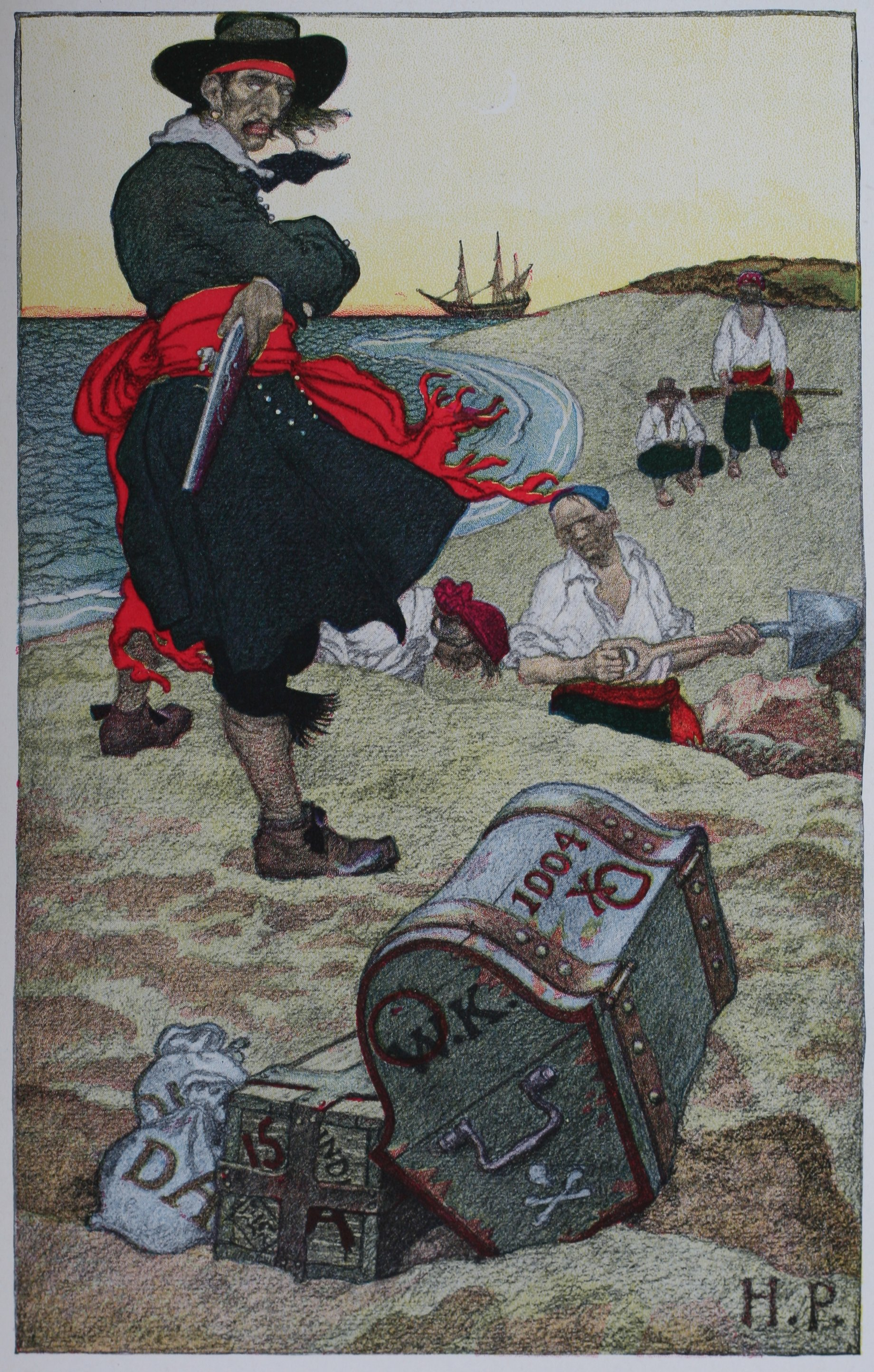
Autre stéréotype : les pirates n'enterrent pas leur trésor (en), à l'exception de celui du capitaine Kidd[38].

Mais les agressions contre le corps des pirates, comme les blessures à l'œil et les jambes de bois, viennent de la vie en mer, et sont subies par tous les marins. Les pirates meurent beaucoup plus sûrement des conditions à bord : ils, elles, sont très sensibles à l'ennui, à la promiscuité ou des maladies comme le scorbut. De même, les perroquets sont ici une marchandise destinée aux bourgeois occidentaux, et sont présents sur beaucoup de bateaux commerciaux.
La piraterie évoque des aventuriers de la mer sur des voiliers, constitués de bannis, rebelles et marginaux recrutés sur les docks, grâce à une copieuse quantité d'alcool qui suffit à les convaincre d'embarquer. L'imagerie classique veut qu'ils forment un équipage indiscipliné se livrant à la débauche et à l'ivrognerie. En réalité, les transgressions à la discipline sont sévèrement punies. L'équipage est nombreux, sans contraintes horaires, avec une hiérarchie moins pesante que dans la marine royale car il obéit à un « code d'honneur » et à des règles qui peuvent paraître plus démocratiques (élection du capitaine à la majorité des voix mais aussi dégradation et révocation, partage des butins…). Ce code a été instauré par le capitaine Bartholomew Roberts au XVIIIe siècle. De même est attesté le Jolly Roger (qui pourrait venir du français joli rouge), le pavillon de pirates noir ou rouge orné d’une tête de mort surmontant deux tibias entrecroisés, selon la représentation classique ; mais il y avait parfois des squelettes, des armes, des sabliers et parfois le capitaine lui-même (tel celui de Barbe Noire).
L'imagerie d'une vie de pirate remplie d'aventures, d'îles au trésor perdure encore de nos jours dans les arts visuels (cinéma, bande dessinée… et plus récemment les jeux vidéo) qui contribuent à entretenir une vision de la piraterie basée sur une iconographie simple, voire simpliste et en faire « un sujet de rêve, d'évasion sinon de fantasme ». Depuis mai 1968, quelques artistes tentent de faire évoluer cette imagerie traditionnelle, et développent la représentation du pirate comme « un révolté social, anarchiste avant la lettre, symbolisant la lutte contre une société injuste ».

### Référence contemporaine à la piraterie
À partir du XXe siècle, la piraterie développe agréablement l'imaginaire des milieux capitalistes, qui élaborent une notion dite d'organisation pirate. Ainsi, Steve Jobs, fondateur d'Apple, a dit : « C'est plus fun d'être pirate que de s'engager dans la Navy. » Surtout, cette imagerie est une clef pour comprendre comment le capitalisme se transforme et s'adapte. Ces entreprises dites pirates développent des activités aux marges de la légalité, prétendant agir au nom de causes publiques, se référant à une destruction créatrice, par des innovations qui amènent l'avenir. Ainsi les radios pirates ou les logiciels libres. L'enjeu majeur de leur projet est de trouver comment passer d'un fonctionnement en zone grise à un fonctionnement pleinement légal, seule façon d'assurer leurs bénéfices et leur existence.
Ces organisations pirates ont quatre caractéristiques. Premièrement, elles soutiennent une cause publique, disant défendre une communauté qui s'estime ignorée de l'État, facilitant ainsi l'adhésion d'un plus grand nombre à l'organisation. Deuxièmement, elles développent des stratégies fondées sur le dynamisme, pour s'adapter le plus rapidement possible aux pressions qu'elles subissent. Troisièmement, elles restent relativement discrètes, restant dans les zones grises de la légalité en cours. Enfin, quatrièmement, elles cultivent leur identité rebelle.
Même si une organisation présente ces quatre caractéristiques, elle ne devient pirate, au sens de l'économie moderne, que par un processus social. Elle n'est pas pirate de façon innée ni définitive. Ainsi, Radio Caroline, radio britannique dite pirate à ses débuts, ne l'est plus aujourd'hui. Le qualificatif de piraterie constitue ici une déviance qui, si elle échoue à changer le système selon sa cause, devient une déviance standard illégale, ou, si elle réussit, devient une initiative légitime approuvée par le plus grand nombre. Contrairement aux organisations criminelles qui apparaissent là où l'État est faible, les organisations dites pirates apparaissent là où il est fort, et le font évoluer en établissant de nouvelles normes ; la radicalité des débuts se tempère avec son intégration dans le système capitaliste. Un hacker (sécurité informatique) peut se faire recruter par un État ou une société privée.

## Piraterie moderne

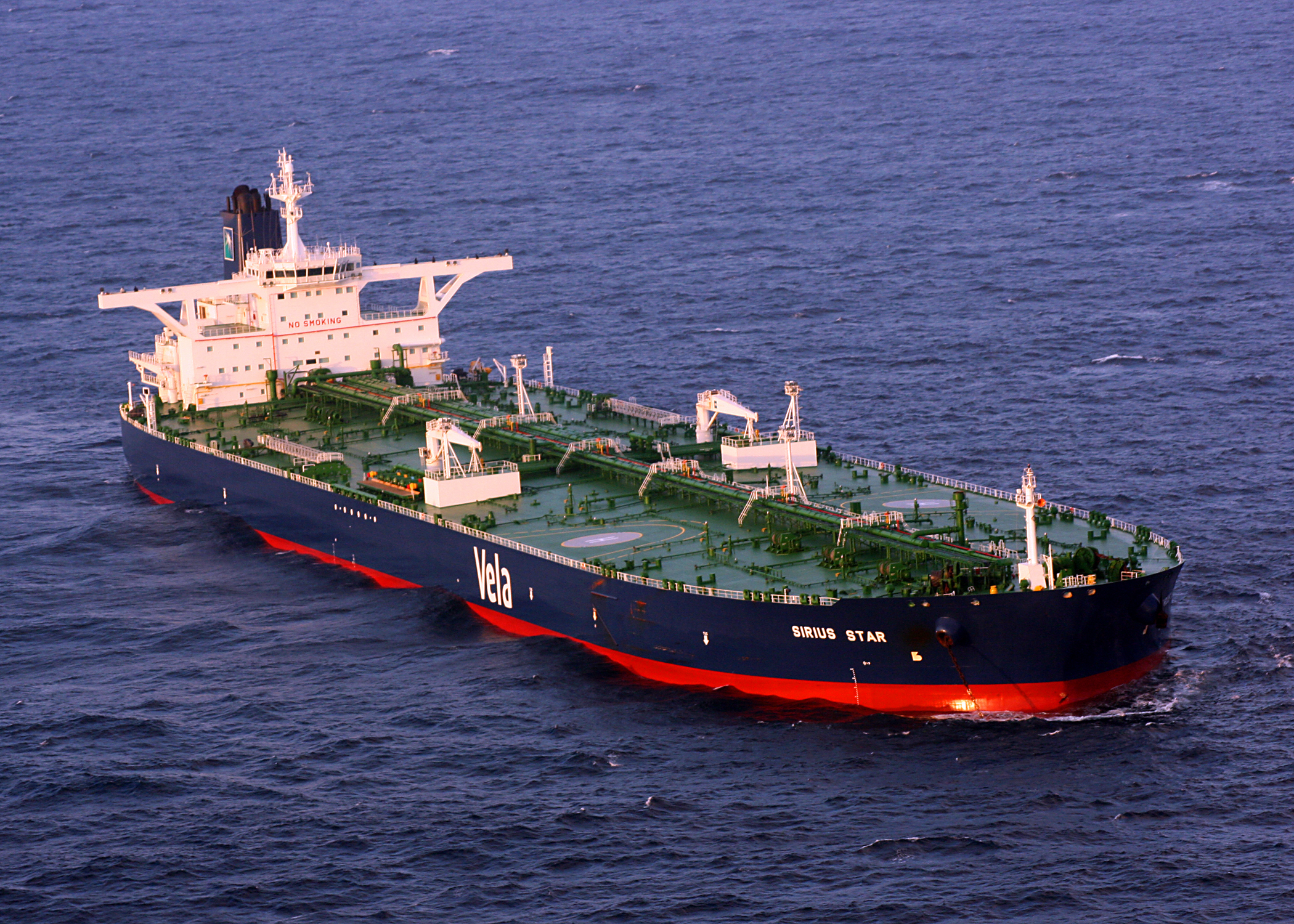
Le Sirius Star, capturé par la piraterie autour de la Corne de l'Afrique. C'est le plus grand navire à avoir été capturé par des pirates.

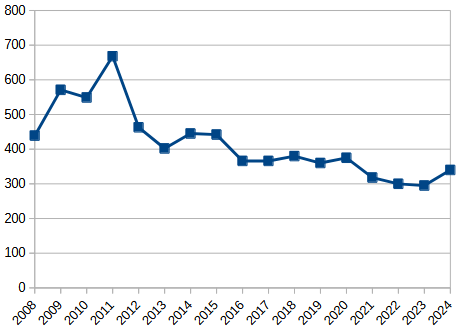
Evolution, au niveau mondial, des événements de piraterie et brigandage maritime entre 2008 et 2024, d'après le MICA.

La piraterie moderne est la cible d'un arsenal législatif et d'alliances de la part des États. Elle est le sujet de la résolution du Conseil de sécurité des Nations unies 1918, adoptée à l'unanimité en 2010. Elle est également le sujet des articles 100 à 107 de la Convention des Nations unies sur le droit de la mer, articles approuvés en 1982. En France, la piraterie est punie de 20 ans de réclusion criminelle par l'article 224-6 du code pénal.
D'après le MICA (Maritime Information Cooperation and Awareness Center, centre d'expertise français dédié à la sûreté maritime mondiale), depuis 2008, après un pic de 668 actes de piraterie et de brigandage maritime en 2011, la tendance a été à la baisse jusqu'en 2016, et depuis le nombre d'actes recensés s'est stabilisé à moins de 400 (entre 295 et 380),. D'après le BIM (Bureau maritime international, organisme référence pour la lutte contre la piraterie), après une baisse temporaire de la piraterie dans les années 2020-2022, qui peut être liée à la pandémie de Covid-19, un regain est observé en 2024 en termes de recours aux armes, de prises d'otages et d'abandons de navires (312 navires abandonnés contre 132 en 2023, soit une hausse de 136 %).
D'après le BMI, alors que la région la plus touchée en 2019 était le golfe de Guinée (avec notamment 90 % des enlèvements), en 2024, la plupart (78 sur 116) des actes de piraterie ont été concentrés dans les eaux du détroit de Singapour, de l'Indonésie et du Bangladesh ; le BMI a recensé 70 des actes de piraterie de 2024 en Asie du Sud-Est, 16 dans les eaux du sous-continent indien et 26 en Afrique (dont 7 en Somalie, en raison du désordre engendré par les houthistes et la paupérisation engendrée par la pêche INN, alors qu'il n'y en avait quasiment plus depuis 2018).

## Pirates célèbres et légendaires
- Alvilda : ancienne princesse scandinave devenue pirate.
- Amaro Pargo : un pirate de l'âge d'or de la piraterie.
- Anne Bonny, de son vrai nom Anne Cormac.
- Barbe Noire : de son vrai nom Edward Teach, est un pirate anglais qui a opéré dans les Antilles et sur la côte Est des colonies britanniques en Amérique.
- Bartholomew Roberts : de son vrai nom John Roberts, est un pirate britannique qui a opéré sur les côtes africaines et dans les Caraïbes. Il a capturé plusieurs centaines de navires.
- Pirates barbaresques :
  - Khair ad-Din Barberousse , "Barberousse", "Barbarossa", Roodbaard
  - Suleyman Reis "De Veenboer"
  - Murad Reis, né Jan Janszoon de Haarlem.
  - Simon de Danser
  - Claes Compaen

- Charles Vane : pirate célèbre pour sa cruauté et pour avoir refusé le pardon royal au gouverneur Woods Rogers. Abandonné par Jack Rackham puis emprisonné avant d'être pendu le 29 mars 1721.
- Ching Shih : une célèbre pirate chinoise.
- François l'Olonnais.
- Henry Every : également connu sous le nom de John Avery, ce pirate est devenu célèbre pour s'être emparé des incroyables richesses du Gang-i-Sawai, un bateau du Moghol, de retour de La Mecque.
- Henry Morgan : boucanier richissime pour avoir pillé Puerto del Principe, Maracaibo, Gibraltar et Panama. Il devint chevalier et gouverneur de Port-Royal par Charles II.
- Henry Jennings : corsaire devenu pirate. Il sera gouverneur du "paradis de pirates" de New Providence, Henry Jennings se rendit coupable de deux actes de piraterie – gagnant une fortune de 410 000 pesos.
- Mary Read : Lorsqu'elle était enfant, après la mort de son petit frère, sa mère la déguisait en garçon pour continuer à percevoir le soutien financier de la grand-mère paternelle de Mary. C'est à partir de là que Mary Read, prit le nom de Mark Read, et commença à travailler en tant que valet, puis soldat et enfin pirate. Mary fut, avec Anne Bonny, l’une des deux femmes pirates les plus célèbres de l’histoire.
- Maria Lindsey : elle pratiquait la piraterie au large de Terre-Neuve au cours du XVIIIe siècle.
- La Buse (Olivier Levasseur) : pirate français qui sévit au début du XVIIIe siècle. À l'aide de l'Anglais John Taylor (pirate), il capture dans l'océan Indien la Vierge du Cap, navire portugais de 72 canons (renommé Le Victorieux par La Buse). Le butin de la Vierge du Cap est considéré à ce jour comme la plus grosse prise de l'histoire (estimé à plusieurs millions, voire milliards d'euros). La Buse entre définitivement dans la légende lorsque, sur le point d'être pendu il aurait jeté un cryptogramme dans la foule en s'écriant : « Mon trésor à qui saura le prendre ! » Il est aujourd'hui toujours recherché.
- William Kidd : marin honnête, puis corsaire du comte de Bellomont, et enfin pirate. Il fut pendu après avoir attaqué un navire anglais par accident. Son corps goudronné fut exposé à Tilbury Point, à l'estuaire de la Tamise. Son trésor est actuellement perdu.

#### Manières de pirates
- Boucanier
- Flibustier
- Naufrageur

#### Lieux et histoires de pirates
- Île de la Tortue
- République du Bouregreg
- Piraterie dans le golfe Persique (en)
- Côte des Pirates (golfe Persique)
- États de la Trêve (golfe Persique)
- Piraterie dans l'océan Indien
- Piraterie dans les Caraïbes
- Piraterie des années 1800 dans la Caraïbe
- Conférence de Nyon
- Âge d'or de la piraterie

#### Mouvements approchants
- Piraterie au Moyen Âge
- Banditisme social
- Vol
- Piraterie routière
- Cambriolage (en home-jacking, piraterie de domicile)[pertinence contestée]
- Alestorm

#### Fiction et fêtes
- One Piece
- Liste de pirates de fiction (en)
- International Talk Like a Pirate Day

- Sur Wikiversité : Le piratage informatique.